# Park Pod Korábem
Park Pod Korábem je park, který leží v Praze 8 v městské části Libeň. Park je někdy též nazýván park Košinka, důvodem je, že se tak dříve nazýval. Rozkládá se na severním svahu Libně. Od východu je ohraničen ulicí Primátorská. Spodní konec parku tvoří železniční trať, která vede od mostu Na Balabence dále kolem Vltavy, a potom přes Vltavu na Holešovické nádraží. Hned pod touto tratí je ulice Povltavská. Od západu je park uzavřen silnicí Korábské schody, za kterými dále leží zahrádkářská kolonie. Na okolních svazích byly v minulosti vinice, které zničili zahrádkáři.   Jméno Park Košinka byl odvozen od názvu hospodářské usedlosti Košinka, která se nachází hned za podchodem parku. Usedlost Košinka koupil v roce 1879 podnikatel Grab, který zde podnikal a v blízkosti si postavil honosnou vilu, dnes nazývanou Grabova vila.
Dominantou parku je nově zřízené dětské hřiště se skluzavkami, pískovištěm a dalšími dětskými zařízeními.
Nad parkem má patronát základní škola Bohumila Hrabala, která stojí na horním konci parku.

## Naučná stezka a Dendrologická stezka
V parku je naučná stezka s ekologickou tematikou a Dendrologická stezka s panely rozmístěnými u jednotlivých stromů. Ve spodní části parku je geologická expozice, kterou tvoří 10 balvanů různých hornin s popisky. Část každé horniny je vždy upravená leštěním tak, aby vynikla její struktura a charakteristické znaky. Každý blok je opatřen tabulkou s názvem horniny a lokalitou, odkud byl dovezen.

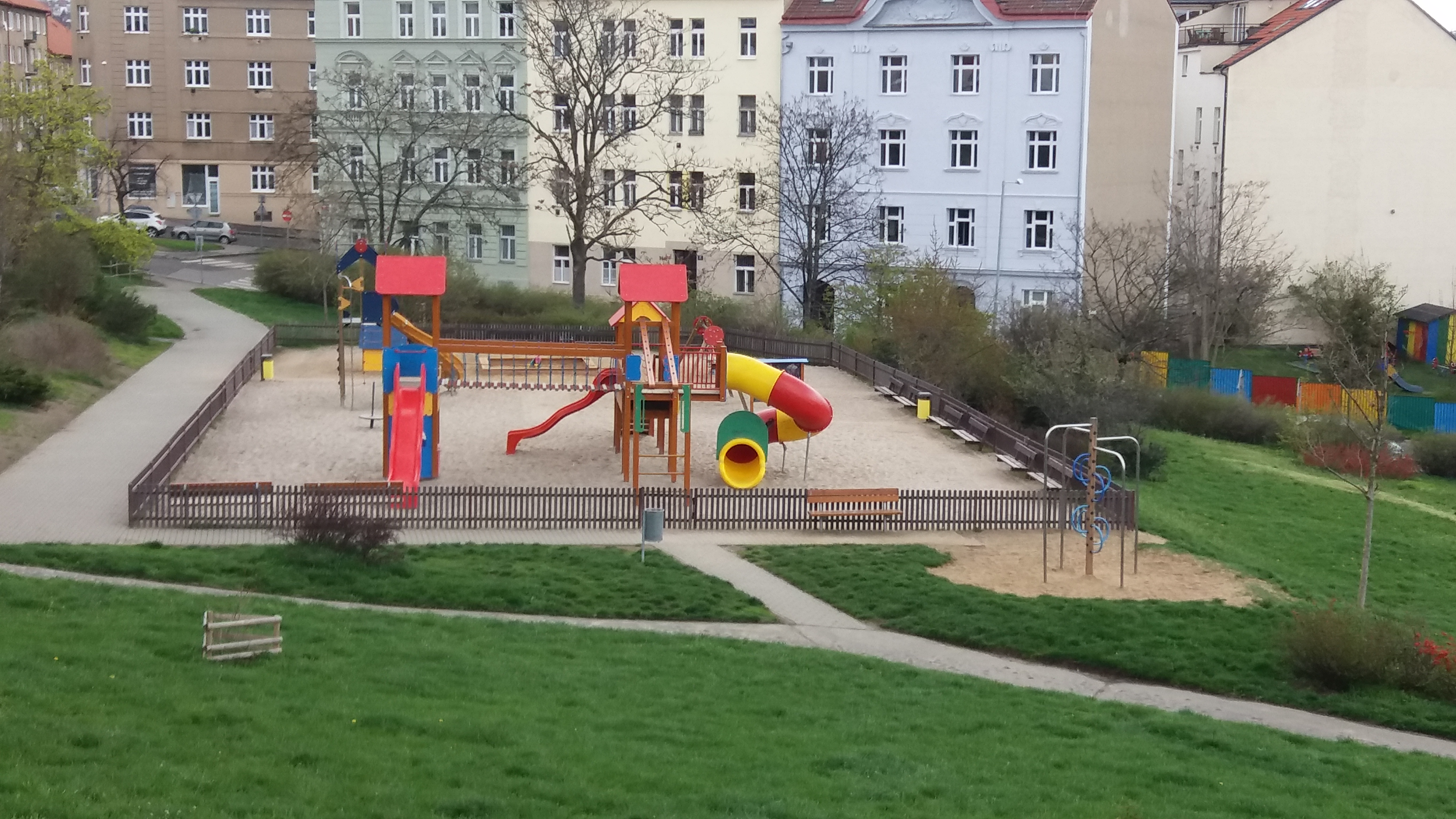
Dětské hřiště
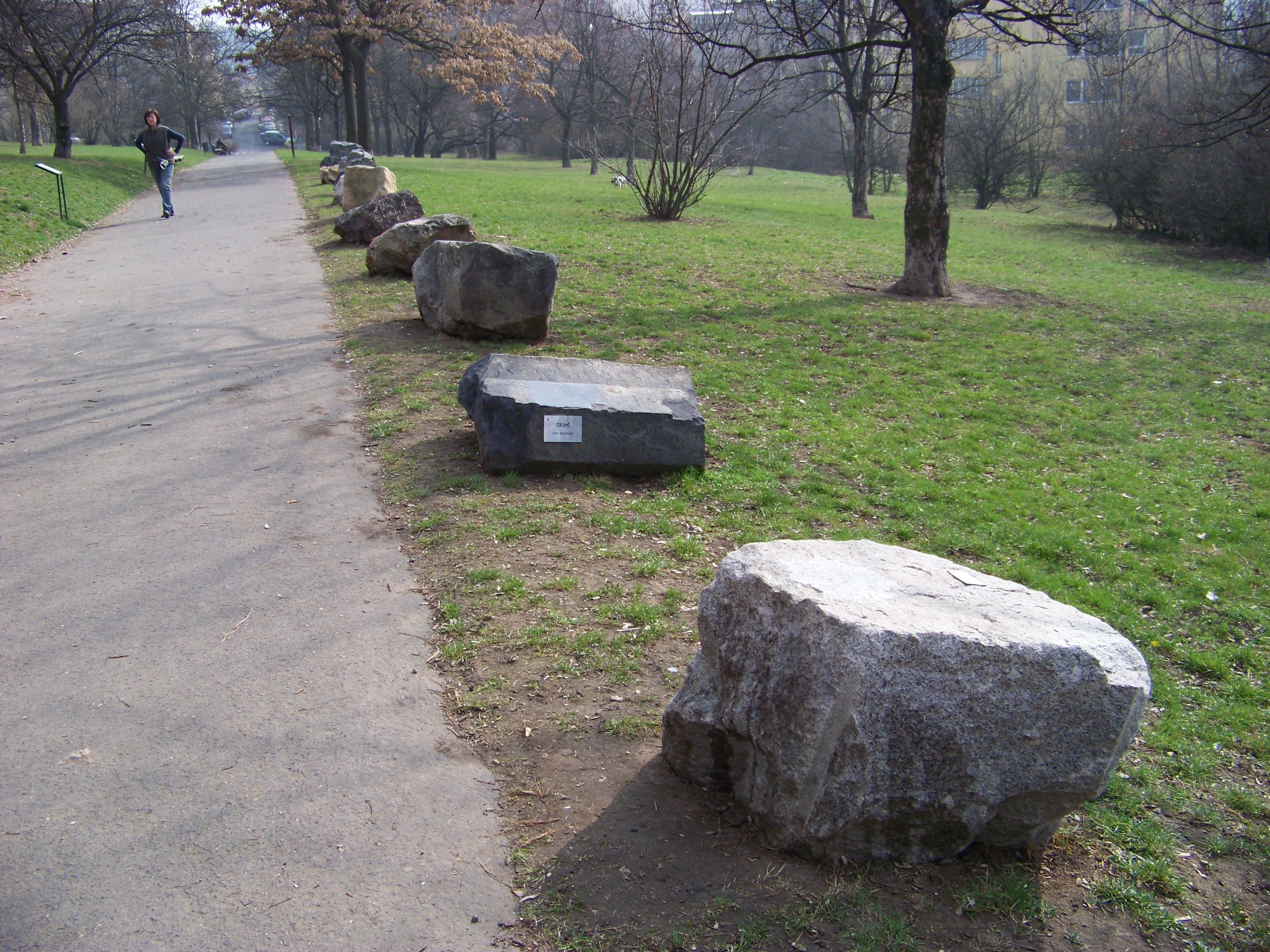
Geologická expozice
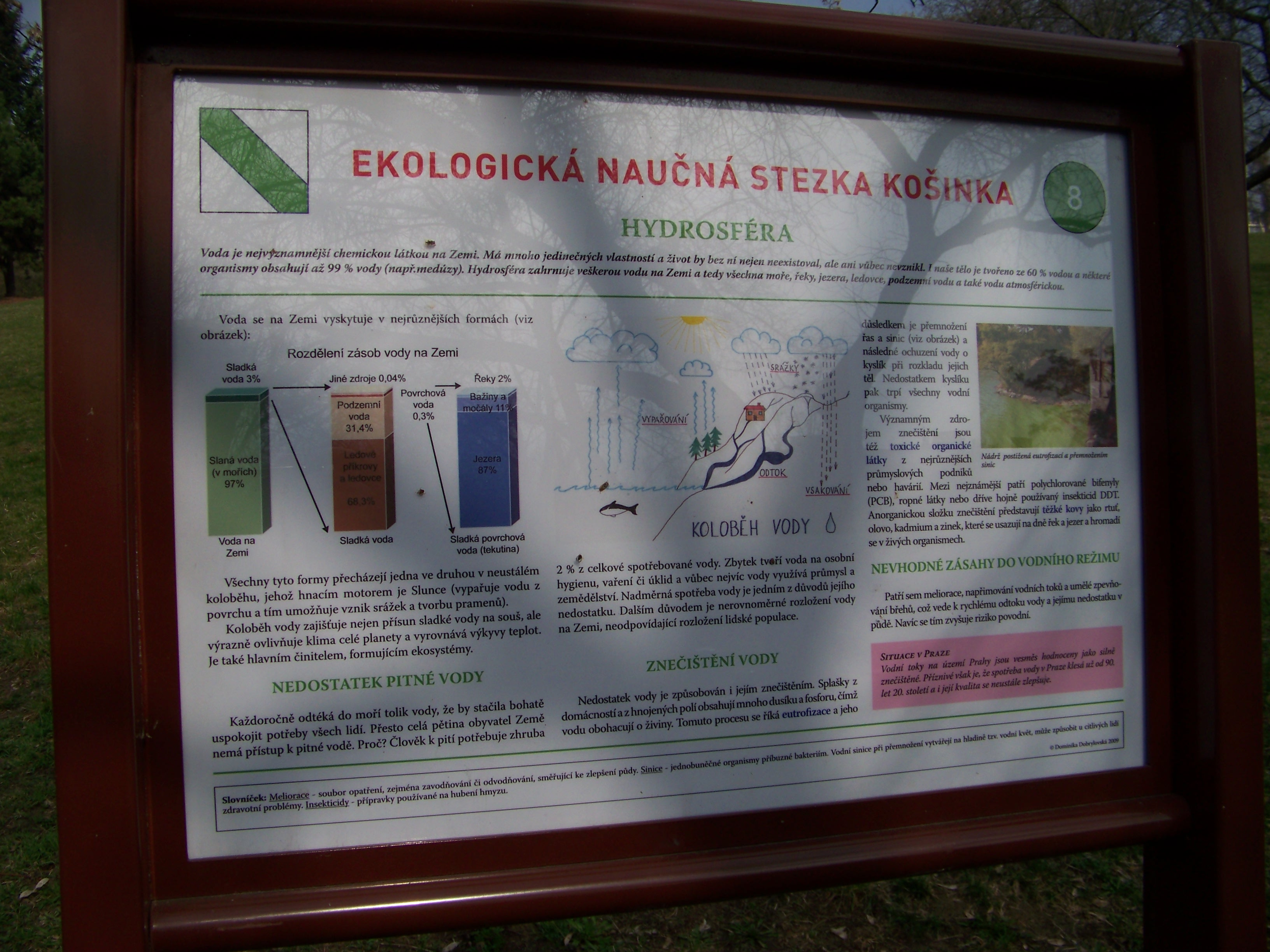
Infotabule naučné stezky Košinka